# Distrito de San Pedro de Pillao
El distrito de San Pedro de Pillao es uno de los ocho distritos que conforman la provincia de Daniel Alcides Carrión del departamento de Pasco en el centro del Perú.
Desde el punto de vista jerárquico de la Iglesia católica forma parte de la Diócesis de Tarma, sufragánea de la Arquidiócesis de Huancayo.

## Historia
El distrito fue creado mediante Ley N° 13276 del 15 de diciembre de 1959, en el segundo gobierno del Presidente Manuel Prado Ugarteche.

## Geografía
Ubicado en la región Sierra, con una superficie aproximada de 92,17 km², a una altitud de 3 245 m s. n. m., a 76 km del Cerro de Pasco, con acceso por carretera afirmado.

## Población
Al año 2017 cuenta con una población de 1348 habitantes. El 80% habla el idioma castellano, mientras que el 20% habla quechua. En la composición confesional está profesado por el 64% como católico,  el 34% como evangélico y el 2% como otro.  
Presenta infraestructura administrativo, cultural y deportiva: un concejo municipal, tres bibliotecas, un estadio, entre otros.  

## División administrativa
Cuenta con 28 unidades agropecuarias, 3 caseríos y 1 Pueblo. 
- Caseríos: Pococ y San Sebastián de Mantacocha.

- En la zona urbana comprende dos barrios: 1. barrio de arriba se encuentra las calles de: -	calle Cerro de Pasco. -	Calle Yanahuanca. y 2. varrio de abajo se encuentra las calles de: -	Calle 28 de julio. -	Calle Miraflores.

## Capital
Su capital es San Pedro de Pillao

## Autoridades

### Municipales
- 2019 - 2022[3]
  - Alcalde: Américo Reyes Sebastián, de Pasco Verde.
  - Regidores:

  1. Rodolfo Rojas Vértiz (Pasco Verde)
  2. Gateli Yossy Cruz Medrano (Pasco Verde)
  3. Hugo Hidalgo Minaya (Pasco Verde)
  4. Oswaldo Amadeo Rivas Rivera (Pasco Verde)
  5. Wilmer Ayala Chacón (Partido Democrático Somos Perú)

Alcaldes anteriores
- 2015 - 2018: Kelber Livia Ubaldo, de Concertación en la Región
- 2011 - 2014:[4] Mario Bonilla Meza, Movimiento Nueva Izquierda (MNI).[5]
- 2007-2010: Parfecto Hidalgo Trujillo, del Partido Aprista Peruano.

### Políticas
- gobernadora : indira albornoz medrano.

## Atractivos turísticos
Atractivos turísticos principales:  zona arqueológica (Ruinas Ashtacoto, Ruinas Paucarcoto, Ruinas Condoray)  Arte Rupestre: (Piedras Rupestres Tranca).